# Jimmie Robinson
Jimmie Lee Robinson, Jr. (né le 22 août 1963 à Oakland) est un auteur de bande dessinée américain.
Créateur de Bomb Queen (en) en 2006, il travaille surtout pour Image Comics.
Il a reçu un prix Inkpot lors du Comic Con de San Diego 2015.